# Кубок домашних наций 1901
Кубок домашних наций 1901 (англ. 1901 Home Nations Championship — Чемпионат домашних наций 1901) — 19-й в истории регби Кубок домашних наций, прародитель современного регбийного Кубка шести наций. Турнир прошёл с января по март. Чемпионом Кубка домашних наций в 5-й раз в своей истории стала Шотландия, завоевавшая и Кубок Калькутты за победу над Англией, и Тройную корону (в третий раз).

## Итоговая таблица
| Место | Сборная   | Игры    | Игры   | Игры  | Игры      | Очки в матчах* | Очки в матчах* | Очки в матчах* | Очки в турнире** |
| Место | Сборная   | Сыграно | Победы | Ничьи | Проигрыши | Забито         | Пропущено      | Разница        | Очки в турнире** |
| ----- | --------- | ------- | ------ | ----- | --------- | -------------- | -------------- | -------------- | ---------------- |
| 1     | Шотландия | 3       | 3      | 0     | 0         | 45             | 16             | +29            | 6                |
| 2     | Уэльс     | 3       | 2      | 0     | 1         | 31             | 27             | +4             | 4                |
| 3     | Ирландия  | 3       | 1      | 0     | 2         | 24             | 25             | −1             | 2                |
| 4     | Англия    | 3       | 0      | 0     | 3         | 9              | 41             | −32            | 0                |

*В этом сезоне очки начислялись по следующим правилам: попытка — 3 очка, забитый после попытки гол — 2 очка, дроп-гол и гол с отметки — 4 очка, гол с пенальти — 3 очка.

**Два очка за победу, одно за ничью, ноль за поражение.

## Сыгранные матчи
- 5 января 1901, Кардифф: Уэльс 13:0 Англия
- 9 февраля 1901, Дублин: Ирландия 10:6 Англия
- 9 февраля 1901, Эдинбург: Шотландия 18:8 Уэльс
- 23 февраля 1901, Эдинбург: Шотландия 9:5 Ирландия
- 9 марта 1901, Лондон: Англия 3:18 Шотландия
- 16 марта 1901, Суонси: Уэльс 10:9 Ирландия